# Szigony utca
Szigony utca est une rue de Budapest, située dans le quartier de Corvin (8e arrondissement), entre les routes remarquables Baross utca et Üllői út. Les rues Práter utca, Tömő utca et Apáthy István utca la traversent perpendiculairement.